# Уошберн, Брэдфорд
Брэдфорд Уошберн  (англ. Henry Bradford Washburn; 1910—2007) — американский исследователь, альпинист, фотограф и картограф.
Занимал пост директора Бостонского музея науки в 1939—1980 годах, с 1985 года до конца своей жизни был его почётным директором.

## Биография
Родился 7 июня 1910 года в городе Кембридж, штат Массачусетс, в семье бостонских браминов, чьи корни восходят к первым пассажирам торгового корабля «Мейфлауэр», одним из которых был Уильям Брюстер. Его отец — полный тёзка преподобный Henry Bradford Washburn, был деканом Епископальной теологической школы (Episcopal Divinity School) в Кембридже. Младшим братом Брэдфорда был Шервуд Уошберн — учёный, физический антрополог, пионер в области приматологии.
Уошберн был избран членом Американской академии искусств и наук в 1956 году. Он получил степень бакалавра в Гарвардском университете, где был членом Гарвардского клуба альпинистов. В 1960 году он вернулся в Гарвард, чтобы получить степень магистра геологии и географии.
Уошберн был заядлым пилотом и совершил свой первый самостоятельный полет на биплане из аэропорта Boeing Field в Сиэтле в 1934 году. Позже в этом же году он получил лицензию частного пилота на аэродроме Roosevelt Field на Лонг-Айленде, штат Нью-Йорк.
Первую значительную экспедицию Уошберн предпринял в 1937 году на гору Лукания на Юконе высотой 5226 метров с напарником Робертом Бейтсом. В этой экспедиции им помогал известный аляскинский пилот Роберт Рив. Чтобы спуститься, экспедиции пришлось оставить часть снаряжения и вещей, в том числе фотооборудование. В 2022 году поисковая команда нашла три брошенных камеры. Учёные проявляют сохранённые кадры, пишет Business Insider.
Брэдфорд женился на Барбаре Полк в 1940 году, они провели медовый месяц на Аляске, совершая первое восхождение на гору Берта (Mount Bertha).
Брэдфорд Уошберн собрал много наград в течение своей карьеры, в том числе девять почётных докторских степеней, а в 1980 году был удостоен медали Alexander Graham Bell Medal от Национального географического общества. Также был награждён Centennial Award Национального географического общества и медалью  King Albert Medal of Merit. В 1988 году Уошберн был награждён Королевским географическим обществом Cherry Kearton Medal and Award. Некоторые награды он разделил вместе со своей женой Барбарой, первой женщиной, поднявшейся на вершину горы Денали.
Уошберн умер от сердечной недостаточности 10 января 2007 года в возрасте 96 лет в доме престарелых в городе Лексингтон, штат Массачусетс. Его тело было кремировано и урна с прахом передана родным — жене, сыну Эдуарду и дочерям Дороти и Элизабет.